# ギュムリ
座標: 北緯40度47分38秒 東経43度50分58秒 / 北緯40.793799度 東経43.849525度
ギュムリ（アルメニア語: Գյումրի、Gyumri）はアルメニア北西部の都市。人口21万100人（2001年）。旧称レニナカン（アルメニア語: Լենինական、レーニンの町）。
首都エレバンの北西約90kmに位置し、すぐ西にトルコとの国境がある。

## 歴史
- 紀元前401年 ギリシア人によって建設。
- 1840年 ロシア帝国によってアレクサンドロポリとして新しい町を建設。
- 1924年 レニナカンに改称。
- 1988年 大地震が発生する。死者は数千人を出し高層建築物の大部分が倒壊。
- 1991年 ギュムリに改称。

## 文化
市内には鍛冶の伝統があり、2023年にユネスコの無形文化遺産に登録された。

## 交通
陸路
隣国トルコとの間に道路がある。
鉄道
市内にはアルメニア最古で最大のギュムリ駅がある。グルジアからトルコへ通る南カフカース鉄道（旧アルメニア国鉄）の路線があるが、ナゴルノ・カラバフ問題でトルコ（アゼルバイジャンを支持）とは国交断絶状態にあるので、閉鎖中である。
空路
- シラク国際空港（英語版） - ズヴァルトノッツ国際空港に次ぐ、同国第2の空港

## 出身人物
- ティグラン・ハマシアン（ジャズ・ピアニスト）
- マニー・ガンブリャン（総合格闘家）